# Xã Rawles, Quận Mills, Iowa
Xã Rawles (tiếng Anh: Rawles Township) là một xã thuộc quận Mills, tiểu bang Iowa, Hoa Kỳ. Năm 2010, dân số của xã này là 512 người.